# Arcëm Kancavy (calciatore 1999)
Arcëm Aljaksandravič Kancavy (in bielorusso Арцём Аляксандравіч Канцавы?; Mahilëŭ, 26 agosto 1999) è un calciatore bielorusso, centrocampista del Rodina Mosca e della nazionale bielorussa.

## Caratteristiche tecniche
È un centrocampista centrale.

## Carriera

### Club
Ha giocato nella prima divisione bielorussa, in quella ceca ed in quella russa.

### Nazionale
Ha giocato nella nazionale bielorussa Under-21.
Il 2 settembre 2021 debutta con la nazionale maggiore bielorussa nel match di qualificazione per i mondiali disputato contro la Rep. Ceca.